# South-Eastern Europe Brigade
South-Eastern Europe Brigade (kratica SEEBRIG) je mednarodna brigada.

## Zgodovina
SEEBRIG je bil ustanovljen 31. avgusta 1999 v Plovdivu (Bolgarija) z namenom prispevanja k regionalni varnosti v Južni in Vzhodni Evropi in povečanja sodelovanja med državami podpisnicami sporazuma SEDM.
Brigada je lahko aktivirana na prošnjo OZN, Nata, EU in/ali PzM. Do aktivacije so vojaške enote nastanjene v lastnih državah, nato pa se transportirajo na področje delovanja.
6. februarja 2006 je SEEBRIG prevzela nalogo Mednarodne brigade Kabul IX. pod poveljstvom ISAFa.
Brigada je med letoma 1999 in 2005 organizirala naslednje vojaške vaje:
- 1999: SEEBRIG 99
- 2000: SEVEN STARS 00
- 2001: CAX 01, CORNERSTONE 01, SEVEN STARS 01
- 2002: STAFFEX 02, SEVENSTARS 02, CORNERSTONE 02
- 2003: CORNERSTONE 03, STAFFEX 03
- 2004: SEVEN STARS 04

... in sodelovala na:
- 2002: SOUTHERN STAR 02, ON GUARD, COOPERATIVE ADVENTURE EXCHANGE 02, SEESIM 02
- 2003: COMBINED ENDEAVOR 03, VIKING 03
- 2004: COMBINED ENDEAVOR 04, SEESIM 04, ADRIATIC PHIBLEX 04, ALLIED ACTION 04, EURASIAN STAR 04
- 2005: COMBINED ENDEAVOR 05, Phoenix Endeavor 2005, CETATEA 05

## Organizacija
- Brigadni štab (COMSEEBRIG)

- 40 pripadnikov: 2  Albanija, 7  Bolgarija, 10  Grčija, 2  Italija, 2  Severna Makedonija, 10  Romunija, 7  Turčija

- Štabna četa[1]
- Komunikacijska četa[1]
- Manevrske enote:

- 4x mehanizirani pehotni bataljon , , , 
- 1x mehanizirani pehotni polk , okrepljen s pehotno četo  in motoriziranim pehotnim vodom 
- izvidniški kontingent:

- izvidniška četa 
- izvidniški vod 

- Combat Support Units (CSU)
- Combat Service Support (CSS)
- Engineer Task Force (ETF)

## Članstvo

### Polnopravne članice
Država 1 -  Albanija
Albanija prispeva:
- 2 pripadnika v štab
- 1x pehotna četa
- 1x inženirska četa (ETF)

Država 2 -  Bolgarija
Bolgarija prispeva:
- 7 pripadnikov v štab
- 1x mehanizirani pehotni bataljon
- 1x inženirska četa (ETF)
- 1x inženirski vod
- dele CSS bataljona

Država 3 -  Grčija
Grčija prispeva:
- 10 pripadnikov v štab
- 1x mehanizirani pehotni bataljon
- 1x inženirska četa (ETF)
- dele TACP
- dele CSS bataljona

Država 4 -  Italija
Italija prispeva:
- 2 pripadnika v štab
- 1x mehanizirani pehotni polk
- 1x inženirska četa (ETF)
- dele CSS bataljona

Država 5 -  Severna Makedonija
Makedonija prispeva:
- 2 pripadnika v štab
- 1x motorizirani pehotni vod
- 1x inženirska vod (ETF)

Država 6 -  Romunija
Romunija prispeva:
- 10 pripadnikov v štab
- 1x komunikacijska četa
- 1x mehanizirani pehotni bataljon
- 1x inženirska četa (ETF)
- 1x izvidniški vod
- dele CSS bataljona

Država 7 -  Turčija
Turčija prispeva:
- 7 pripadnikov v štab
- 1x mehanizirani pehotni bataljon
- 1x inženirska četa (ETF)
- 1x artilerijska baterija
- 1x izvidniška četa
- dele TACP
- dele CSS bataljona

### Države opazovalke
- Hrvaška
- Slovenija
- ZDA

### Države gostiteljice
- Bolgarija (september 1999–julij 2003)
- Romunija (julij 2003–2007)
- Turčija (2007–2011)
- Grčija (2011–2015)

## Poveljstvo
Poveljnik
- Brigadni general Hilmi Akin Zorlu  (avgust 1999–31. avgust 2001)
- Brigadni general Andreas Kouzelis  (31. avgust 2001–25. julij 2003)
- Brigadni general Giovanni Sulis  (25. julij 2003–1. julij 2005)
- Brigadni general Nejko Nenov  (1. julij 2005–junij 2007)
- Brigadni general Virgil Balaceanu  (1. julij 2007–2009)
- Brigadni general Zyber Dushku  (2009–2011)
- Brigadni general Zdravko Popovski  (2011–2013)
- Brigadni general Alptekin Tartici  (19. avgust–30. avgust 2016)
- Brigadni general Faruk Metin  (2016–2017)
- Brigadni general Tudorica Petrache  (2017–2020)
- Brigadni general Aristeidis Iliopoulos  (2020–2022)
- Brigadni general Evangelos Mitroutsikos  (2022–2023)
- Brigadni general Bilbil Bitri  (2023–danes)